# Breiðdalsvaðhorn
Breiðdalsvaðhorn är en bergstopp i republiken Island. Den ligger i regionen Austurland, 400 km öster om huvudstaden Reykjavík. Toppen på Breiðdalsvaðhorn är 1 028 meter över havet.
Trakten runt Breiðdalsvaðhorn är nära nog obefolkad, med mindre än två invånare per kvadratkilometer. Närmaste större samhälle är Reyðarfjörður, omkring 15 kilometer norr om Breiðdalsvaðhorn. Trakten runt Breiðdalsvaðhorn består i huvudsak av gräsmarker.